# Peter Raben
Peter Raben (* 1661 vermutlich in Haderslev; † 29. September 1727) war ein dänischer Admiral während des Großen Nordischen Krieges.

## Persönlichkeit
Über weite Strecken seines Wirkens innerhalb und außerhalb der Marine wurde Raben als sehr energisch und strebsam wahrgenommen. In seiner Person war er sehr umstritten, ihm wurde bereits zu Beginn seiner Karriere innerhalb der Marine eine starke Neigung zu Intrigen und Machtausnutzung nachgesagt.

## Militärische Laufbahn
Im Jahre 1681 heuerte Peter Raben bei der niederländischen Marine an. Seine erste Seereise führte ihn durch das Mittelmeer. Im italienischen Hafen Livorno verließ er das Schiff und segelte von 1683 bis 1684 auf
französischen Handelsschiffen. Von 1684 bis 1687 nahm er, wieder in der niederländischen Marine, an mehreren Seeschlachten teil.
Er kehrte 1685 nach Dänemark zurück und wurde zum Leutnant ernannt.
Im Jahre 1688 nahm er am französischen Feldzug gegen die Barbaren des nördlichen Afrika teil. Unter dem Oberbefehl des französischen Marschalls und Vizeadmirals Jean II. d’Estrées nahm Raben an Bord des Linienschiffes le vigilant an der Bombardierung von Algier teil.
Nach Beendigung dieses Feldzuges kehrte Raben 1689 endgültig nach Dänemark zurück. Seine hervorragende Ausbildung brachte ihm schnell einen Platz im Offizierscorps des Admirals von Stöcken. Die Transportflotte des Admirals operierte in den Gewässern vor Schottland. 1691 wurde er zum Kapitän befördert und erhielt das Kommando über die Fregatte Hejren. Die Fregatte patrouillierte im Sund. Drei Jahre später Ernennung zum Kommandørkapitajn.
Im Großen Nordischen Krieg
Im Frühjahr 1700, als eine Invasion Dänemarks durch den schwedischen König Karl XII. immer wahrscheinlicher wurde, ernannte man Raben während der Mobilmachung zum Flaggkapitän des Flaggschiffes von Admiral Ulrik Christian Gyldenløve. Das Oberkommando über die dänische Flotte hatte der im Sterben liegende Generaladmiral Jens Juel. Dieser konnte Raben nicht leiden und warnte den König Friedrich IV., dass dieser einen sehr schlechten Charakter habe und einen schlechten Einfluss auf den Halbbruder des Königs nehme. Er empfahl ihm, das Kommando über das Flaggschiff zu entziehen und ihn stattdessen als Kommandeur des Linienschiffes Dronning Louise zu verwenden. Der König kam dieser Empfehlung nach.
1701 wurde Raben zum Kommandør ernannt und in den dänischen Adelsstand erhoben. 1703 Ernennung zum Schoutbynacht und Befehlshaber einer kleinen Flotte, welche zwischen Norwegen und Dänemark operierte. Später wurde ihm nachgesagt, er hätte diese Position zur persönlichen Bereicherung genutzt.
1705 wurde er in Seeland zum Chef der Rekrutierungsstelle der Marine und zum Administrator des Fährhandels zwischen dem Festland und der Insel ernannt. Zwischen 1706 und 1709 nahm er in Norwegen eine ähnliche Position ein.
Durch die Unterzeichnung des Allianzvertrages von Kopenhagen im Oktober 1709 beteiligte sich Dänemark wieder am Nordischen Krieg. Raben wurde erneut der Flaggkapitän von Generaladmiral Ulrik Christian Gyldenløve, welcher seit 1701 Oberbefehlshaber der dänischen Marine war. Im Frühjahr 1710 wurde Raben zum Vizeadmiral befördert. Er erhielt das Kommando über eine Flotte, bestehend aus 7 Linienschiffen und zwei Fregatten; das Operationsgebiet der Flotte waren die Gewässer vor Norwegen. Ohne wirklich die Schweden in einem Seegefecht geschlagen zu haben, gelang es ihm, die schwedische Flotte aus den Gewässern zu vertreiben. Die weiteren Aufgaben der Flotte waren die Eskortierung von Handelskonvois.
1711–12 beteiligte er sich als Kommandeur des Linienschiffes Venden an mehreren Seegefechten gegen die schwedische Flotte. Bei der Seeschlacht vor Rügen im Jahre 1712 half er, die Nachschubflotte der schwedischen Armee zu erobern.
1714 Ernennung zum Admiral und ein Jahr später wurde Raben zum Oberbefehlshaber der dänischen Flotte ernannt.
Seeschlacht bei Jasmund
Gemeinsam mit dem Vizeadmiral Christian Thomesen Sehested griff Raben die schwedische Flotte in der Tromper Wiek zwischen Jasmund und Wittow an. Die schwedische Flotte, welche von Admiral Claes Sparre befehligt wurde, zog sich nach 8 Stunden Seegefecht zurück. Obwohl es ein großer Erfolg für die dänische Marine war, war es kein wirklich entscheidender Sieg über die Schweden. Der dänische Historiker Niels Ditlev Riegels beschuldigte Raben später, er sei von den Schweden bestochen worden. Der Schiffskommandant Ulrik Kaas berichtete, er habe den Admiral mehrfach aufgefordert, den Schweden zu folgen, um sie zu vernichten. Dieser verzichtete aber auf eine Verfolgung, um nicht in einen Hinterhalt zu geraten. Die Vorwürfe gegen Raben wurden nie bewiesen und sind auch umstritten.
Im Herbst 1715 wurde Raben schwer krank und trat als Oberkommandierender der Flotte zurück. 1718 übernahm er die Rekrutierungsstelle der Marine in Kopenhagen. Im Jahr 1718, dem Todesjahr von Ulrik Christian Gyldenløve, war Raben der dienstälteste Flaggoffizier der dänischen Marine.

## Nach dem Großen Nordischen Krieg
1720 erhält er den Dannebrogorden verliehen und übernimmt das Amt des verstorbenen Gyldenløve als Administrator der Färöerinseln. Im selben Jahr bereiste er an Bord der Fregatte Søridderen die Inselgruppe. Obwohl er nicht dauerhaft auf den Färöer blieb, blieb er bis zu seinem Tod der Administrator der Inselgruppe.
Nach dem Friedensschluss wurde die dänische Marine vom Kriegsminister Christian Carl Gabel grundlegend reformiert. Raben wurde der Veruntreuung von Marinegeldern und Korruption beschuldigt und aus der Marine entlassen. Gemeinsam mit dem ebenfalls entlassenen Holmadmiral Ole Judichær und Admiral Frants Trojel wurde er vor Gericht gestellt. Ende 1727 wurden die Urteile ausgesprochen, alle Angeklagten wurden für schuldig befunden und verloren alle ihre Privilegien. Raben erlebte den Urteilsspruch nicht mehr; er starb am 29. September 1727. Seine Witwe Elline Marie von Robring, Tochter des Händlers Mads Hansen Robring starb im Jahre 1735 im Alter von 60 Jahren.